# Poimenesperus incubus
Poimenesperus incubus là một loài bọ cánh cứng trong họ Cerambycidae.